# サンフランシスコ川 (アメリカ合衆国)

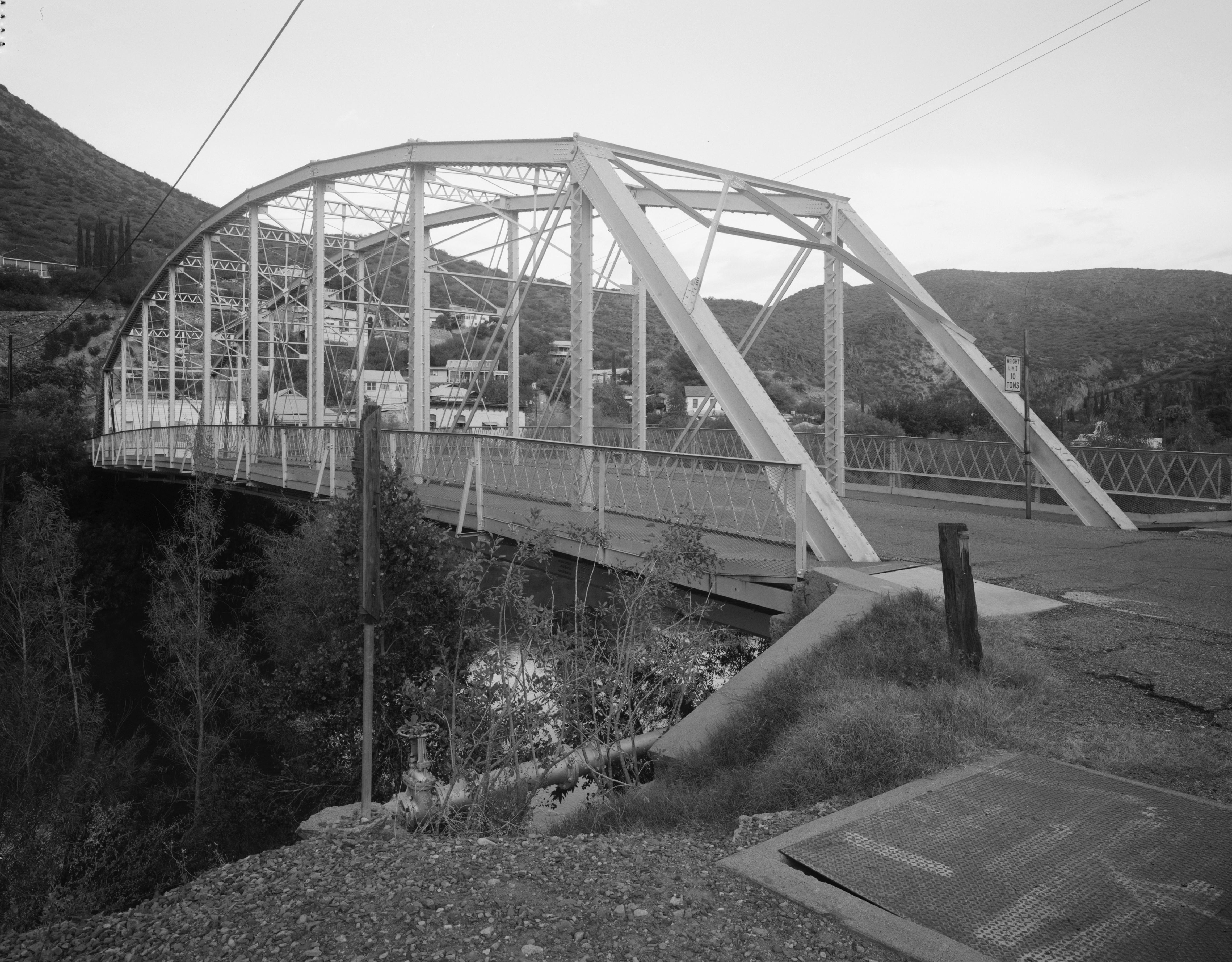
サンフランシスコ川に架かるパーク・アベニュー・ブリッジ（アリゾナ州クリフトン）

サンフランシスコ川（サンフランシスコがわ、San Francisco River）は、アメリカ合衆国南西部を流れる159マイル（256km）の川で、ヒラ川上流部で最大の支流である。アリゾナ州アルパイン付近に発し、いったんニューメキシコ州を流れたのち、アリゾナ州クリフトン（Clifton）でヒラ川に合流する。